# Wilhelm Adolf Speidel
Wilhelm Adolf Speidel (* 22. Oktober 1850 in Illingen; † 18. Dezember 1891 in Nürtingen) war ein württembergischer Oberamtmann.

## Leben und Werk
Wilhelm Adolf Speidel war der Sohn eines Schultheißen. Nach dem Besuch der Lateinschule in Vaihingen an der Enz und des Gymnasiums schlug er zunächst die Notariats- und Verwaltungslaufbahn ein. Er studierte dann von 1870 bis 1874 Regiminalwissenschaften in Tübingen. Seit 1870 war er Mitglied der Studentenverbindung Landsmannschaft Ghibellinia Tübingen. Nach Ablegen der Höheren Verwaltungsdienstprüfungen 1874 und 1875 begann er seine berufliche Laufbahn als Oberamtsverweser beim Oberamt Öhringen und als Regierungsrat bei der Regierung des Neckarkreises in Ludwigsburg. 1875 wurde er stellvertretender Amtmann beim Amtsoberamt Stuttgart und bei der Stadtdirektion Stuttgart, 1876 Amtmann bei Oberamt Riedlingen und beim Oberamt Heidenheim. 1883 bis 1886 war er als Kanzleihilfsarbeiter bei der Regierung des Donaukreises in Ulm eingesetzt. 1887 trat er seine erste Stelle als Oberamtmann und Amtsvorstand beim Oberamt Gerabronn an. Im Juli 1891 wurde er als Amtsvorstand zum Oberamt Nürtingen versetzt, starb dort aber bereits nach fünf Monaten.